# Wyschkowo
Wyschkowo (ukrainisch Вишково; russisch Вышково, deutsch selten Wissk, Wischkowo, slowakisch Výškovo nad Tisou, ungarisch Visk, rumänisch Văşcova) ist eine Siedlung städtischen Typs in der westlichen Ukraine (Oblast Transkarpatien) mit etwa 8.000 Einwohnern.
Die Ortschaft liegt im Tal der Theiß im Rajon Chust etwa 20 Kilometer südöstlich der Stadt Chust nahe der Grenze zu Rumänien.

## Geschichte
Die Ortschaft wurde 1281 zum ersten Mal schriftlich als Visk erwähnt. Der siebenbürgische Historiker Paul Binder beschreibt die Bevölkerungsentwicklung so: "Als Einwohner werden in den Jahren 1329, 1403, 1435 und 1453 [Siebenbürger] Sachsen und Ungarn erwähnt. Die Sachsen kamen aus dem Komitat Ugocsa (vor allem aus Silles) und wurden bis ins 16. Jahrhundert vom Ungartum assimiliert. Sie traten im Zeitalter der Reformation unter dem Einfluß Hermannstädter Kaufleute zum Protestantismus über. Im 17. und 18. Jahrhundert ließen sich auch katholische Schwaben in Visk nieder. In den Konskriptionen von 1600 und 1614 wird ein Teil der alteingesessenen reformierten Familien, vor allem die Patrizier, noch zu den [Siebenbürger] Sachsen gezählt. [...] Im 17. Jahrhundert haben sich mehrere Familien aus Visk in Klausenburg niedergelassen und sich in den 'Katalog der Neubürger' als Sachsen eingetragen, obwohl sie ungarische Familiennamen führten, ein Hinweis darauf, daß sie sich das Bewußtsein ihrer deutschen Herkunft erhalten haben. [...] Visk in der heutigen Ukraine könnte also ein Glied jener Kette von 'sächsischen' Ortschaften sein, die die Zips mit Siebenbürgen verbunden hat. Zweifellos aber bestanden zwischen Visk und einigen Städten Siebenbürgens enge Beziehungen."
1910 hatte der im Königreich Ungarn im Komitat Máramaros liegende Ort 4.839 Einwohner, von denen 3.871 Ungarn, 871 Ruthenen und 126 Deutsche waren. Nach dem Ende des Ersten Weltkrieges kam er als Teil der Karpatenukraine zur neu entstandenen Tschechoslowakei und wurde nach dem Ende des Zweiten Weltkrieges an die Sowjetunion abgetreten, hier erhielt es den ukrainischen Namen Wyschkowe (Вишкове). 1976 erhielt das Dorf den Status einer Siedlung städtischen Typs. Am 23. Dezember 1992 wurde er dann auf den heute gültigen Namen umbenannt.

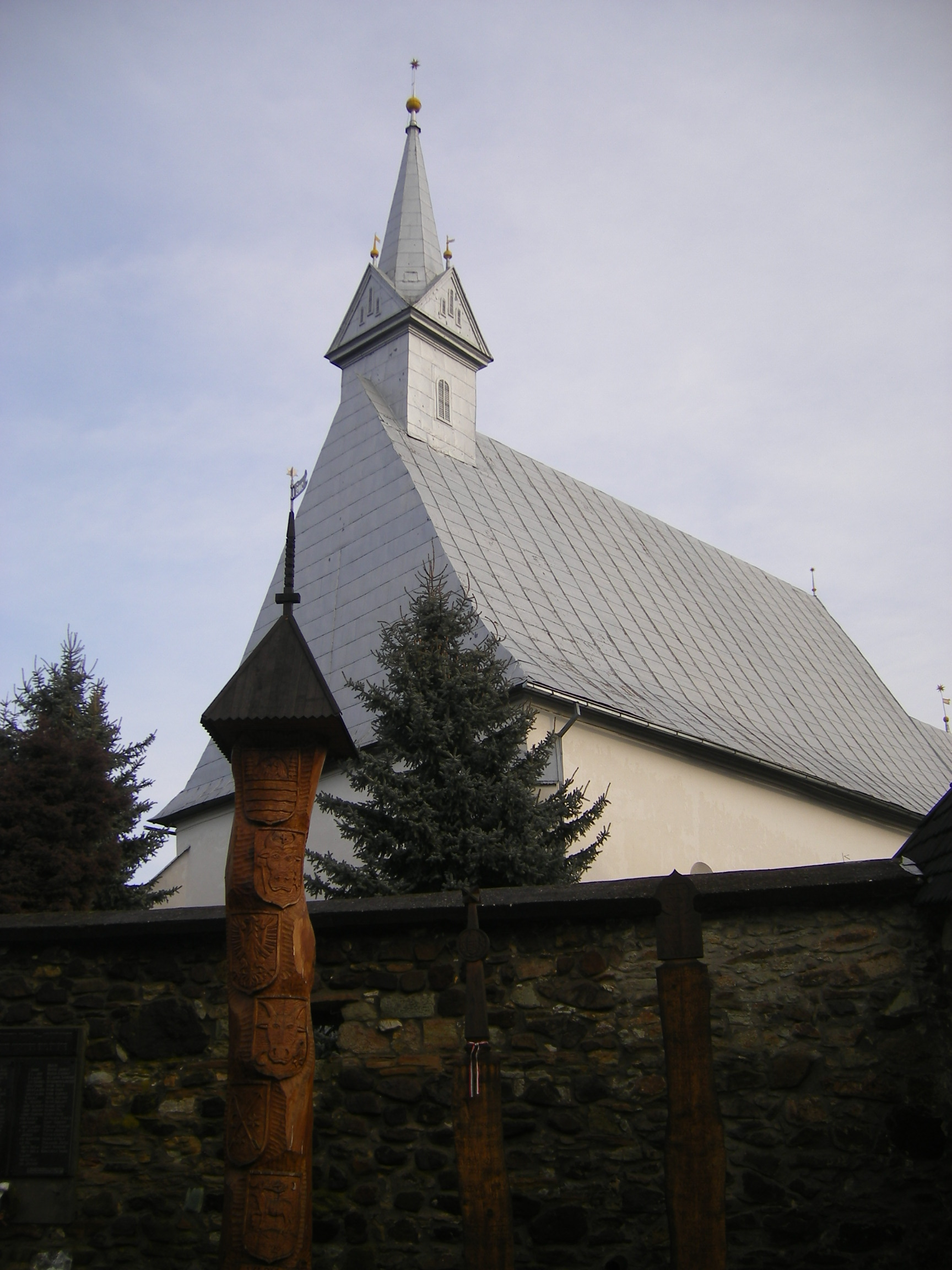
Evangelische Kirche
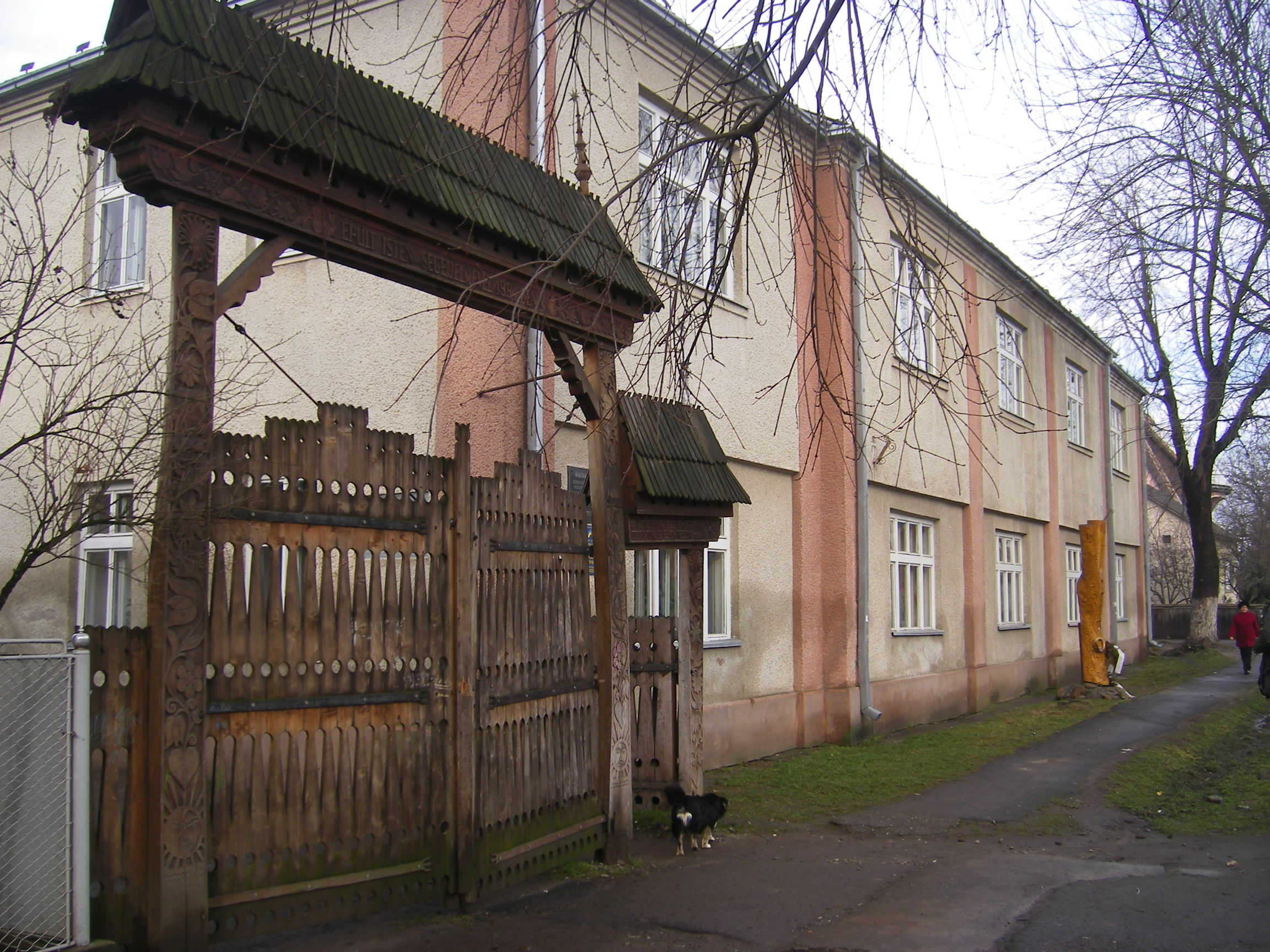
Ungarisches Gymnasium
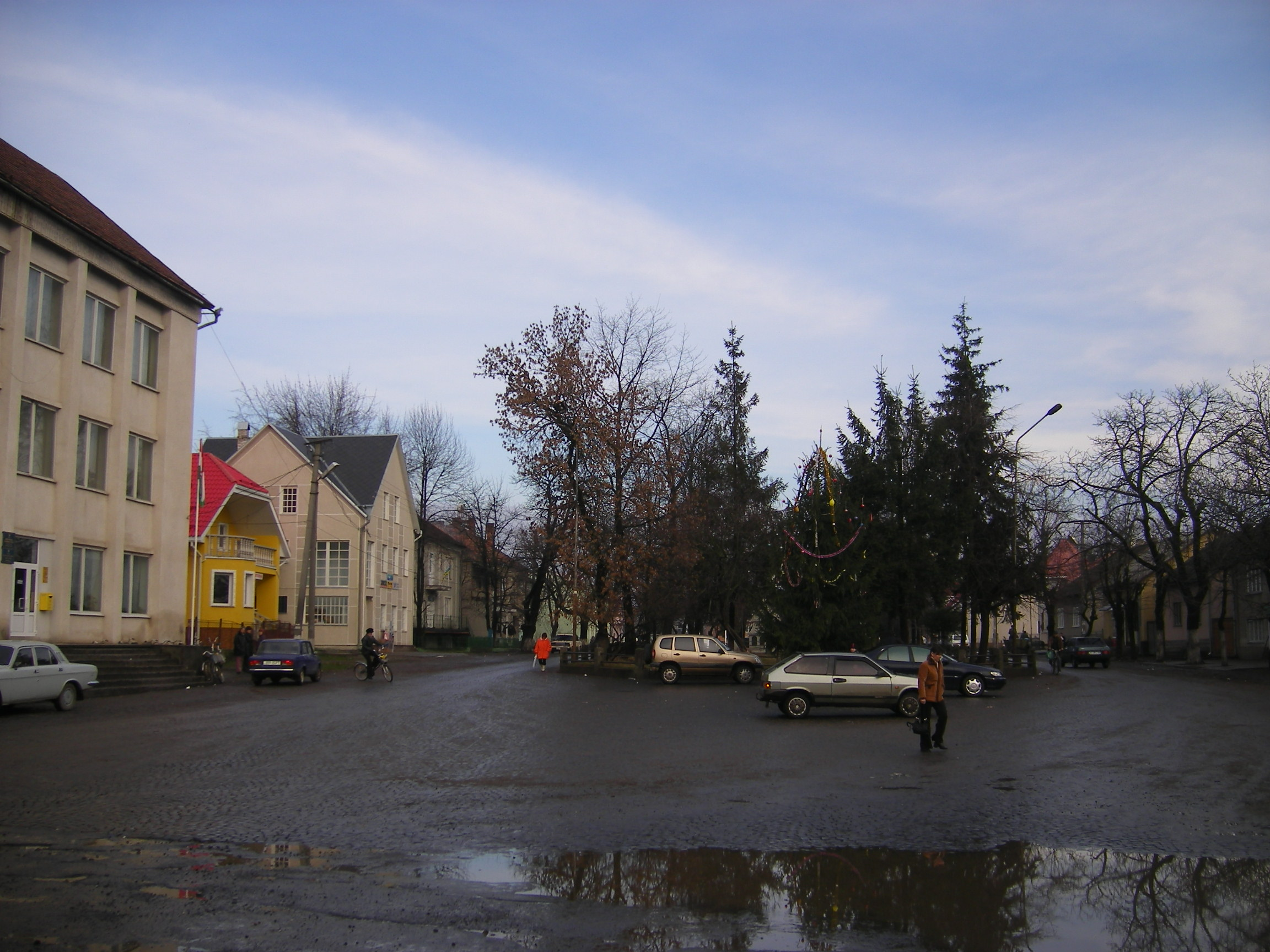
Marktplatz

## Verwaltungsgliederung
Am 12. Juni 2020 wurde die Siedlung städtischen Typs zusammen mit 5 umliegenden Dörfern zum Zentrum der neu gegründeten Siedlungsgemeinde Wyschkowo (Вишківська селищна громада/Wyschkiwska selyschtschna hromada) im Rajon Chust. Bis dahin bildete sie zusammen mit den Dörfern Jabluniwka, Modjorosch, Rakosch und Schajan die Siedlungratsgemeinde Wyschkowo (Вишківська селищна рада/Wyschkiwska selyschtschna rada).
Folgende Orte sind neben dem Hauptort ein Teil der Gemeinde:
| Name                     | Name       | Name                   | Name       | Name              | Name    |
| ukrainisch transkribiert | ukrainisch | russisch               | slowakisch | ungarisch         | deutsch |
| ------------------------ | ---------- | ---------------------- | ---------- | ----------------- | ------- |
| Jabluniwka               | Яблунівка  | Яблоновка (Jablonowka) | Feneš      | Fenes, Almástelep | -       |
| Modjorosch               | Модьорош   | Модёрош                | Moďoroš    | Mogyorós          | -       |
| Rakosch                  | Ракош      | Ракош                  | Rakoš      | Rákos             | -       |
| Schajan                  | Шаян       | Шаян                   | Šajan      | Sajántelep        | -       |
| Weljatyno                | Велятино   | Велятино (Weljatino)   | Veľatín    | Veléte            | -       |